# Henri Sérandour

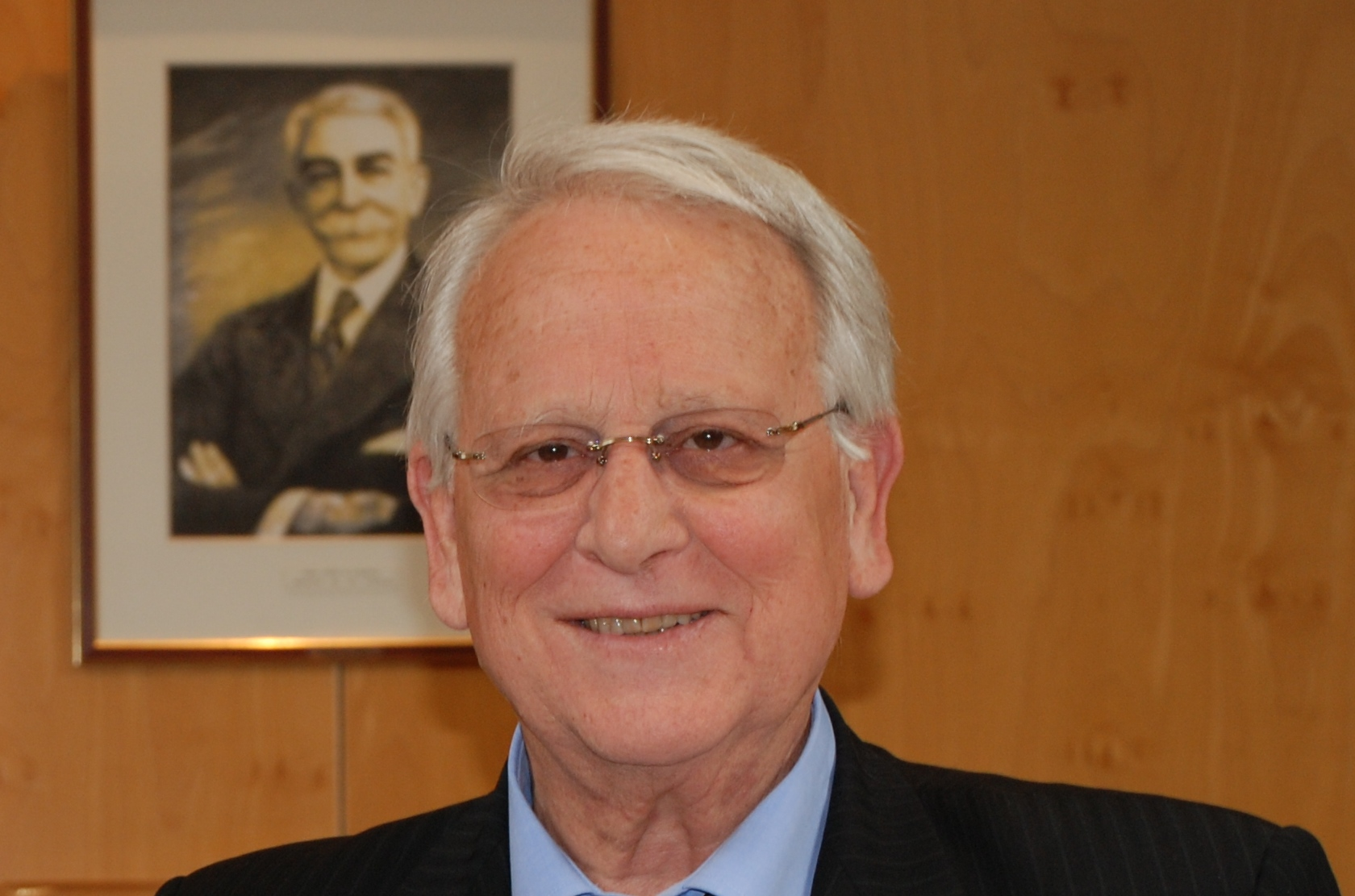
Sérandour in 2008

Henri Sérandour (Le Mans, 15 april 1937 - Dinard, 12 november 2009) was een Frans sportbestuurder.
Sérandour was gewezen waterpoloër en nam functies op in de zwemsport. Hij was hoofd van de Franse delegatie bij de Olympische Zomerspelen 1992 in Barcelona en ondervoorzitter van het Frans Olympisch Comité. In 1993 werd hij voorzitter van het Frans Olympisch Comité en in 2000 lid van het IOC. Hij was ook lid van het comité dat werd opgericht om de kandidatuur van Parijs te ondersteunen voor de Olympische Zomerspelen 2012. In 2006 werd hij door de correctionele rechtbank van Parijs veroordeeld tot 6 maanden gevangenisstraf met uitstel wegens onwettige belangenvermenging. In 2007 kreeg hij hiervoor een blaam van het IOC.
Na vier mandaten als voorzitter van het Frans Olympisch Comité (1993-1997, 1997-2001, 2001-2005, 2005-2009), stelde hij zich in 2009 niet langer kandidaat. Henri Sérandour stierf in november 2009 aan een longembolie na prostaatkanker.
- Bibliothèque nationale de France: cb13561423p (data)
- International Standard Name Identifier: 0000 0000 0092 9865
- Système universitaire de documentation: 051640309
- Virtual International Authority File: 42006094
- WorldCat: E39PBJckK7kJKYR6cvGRvDGj4q